# Ballancourt-sur-Essonne
Ballancourt-sur-Essonne är en kommun i departementet Essonne i regionen Île-de-France i norra Frankrike. Kommunen ligger i kantonen Mennecy som tillhör arrondissementet Évry. År 2022 hade Ballancourt-sur-Essonne 7 795 invånare.

## Befolkningsutveckling
Antalet invånare i kommunen Ballancourt-sur-Essonne
| Referens: INSEE |